# Depurador ciclónico con pulverizador

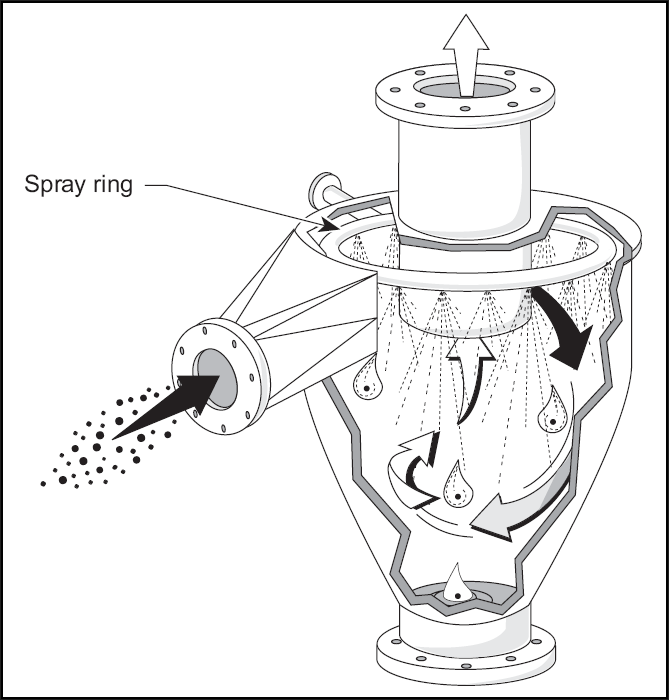
Figura 1 - Depurador ciclónico irrigado.

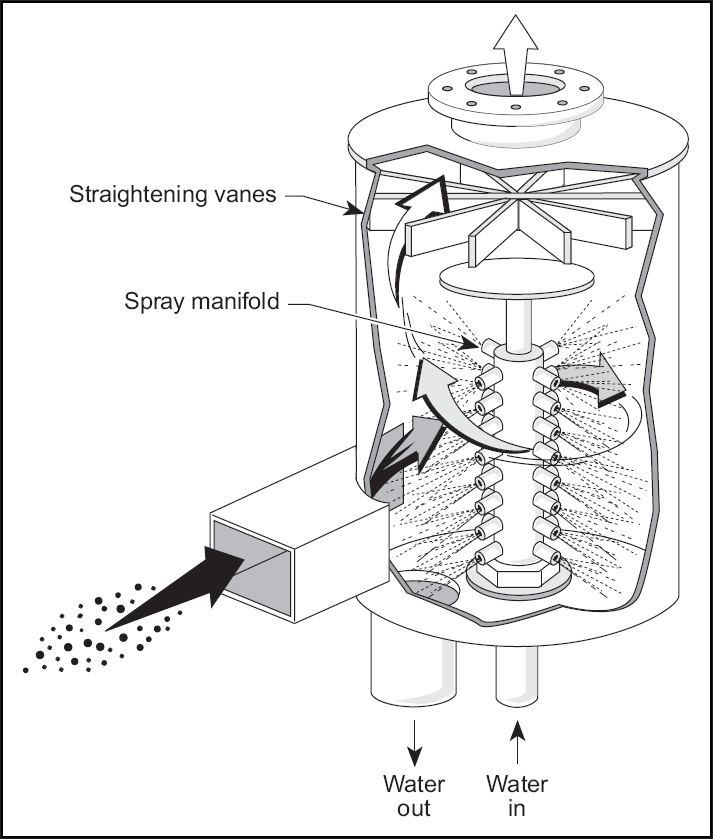
Figura 2 - Depurador ciclónico con spray.

Los depuradores ciclónicos con pulverizador son una tecnología para el control de contaminación. Que usan las tecnologías del separador ciclónico seco y la  cámara de rociado para eliminar contaminantes de un flujo de gas. 
Generalmente, el gas que entra en la cámara tangencialmente, hace remolinos dentro de la cámara en una en movimiento espiral, y luego sale. El mismo tiempo, el líquido rociado dentro de la cámara. A medida que el gas hace espirales alrededor de la cámara, los contaminantes son eliminados cuando son impactados por las pequeñas gotas de rocío, luego de impactar contra la pared de la cámara el líquido con los contaminantes baja a la parte inferior de la cámara y es drenado afuera del depurador.
Los depuradores ciclónicos son dispositivos que utilizan poca o mediana energía, con una pérdida de carga de 4 a 25 cm de agua. Comercialmente existen dos tipos de diseños disponibles el depurador ciclónico irrigado y el depurador ciclónico con spray.
En el ciclónico irrigado (Figura 1), el gas entrante entra tangencialmente por la parte superior del depurador y se dirige hacia los rociadores. El gas es forzado a moverse en forma espiralada hacia abajo, luego cambia de dirección, y se dirige abruptamente hacia arriba en una espiral muy estrecha. Las gotas de líquido capturan los contaminantes, y se dirigen a las paredes de la cámara, y drenan por la parte inferior del aparato. El gas "limpio" deja la cámara por la parte superior de la cámara.
El depurador ciclónico con spray (Figura 2) el gas entrante entra tangencialmente por la parte inferior de la cámara. El líquido es rociado por inyectores desde el centro del aparato hacia las paredes de la cámara pasando a través de la espiral ascendente de gas. Como en el ciclónico irrigado, el líquido captura los contaminantes, y es recolectado por las paredes de la cámara y drenado en la parte inferior de la misma. El gas "limpio" continua hacia arriba, y sale luego de pasar por las paletas en la parte superior del depurador.
Este tipo de tecnología es parte de un grupo de dispositivos de control de contaminación conocidos como depuradores húmedos.